# ATP de Viña del Mar de 2013
O ATP de Viña del Mar 2013 foi um torneio da masculino disputado em quadras de saibro na cidade de Viña del Mar, no Chile. Esta foi a 20ª edição do evento.

## Distribuição de pontos
| Evento            | V   | F   | SF | QF | Segunda rodada | Primeira rodada | Q  | Q3 | Q2 | Q1 |
| Simples masculino | 250 | 150 | 90 | 45 | 20             | 0               | 12 | 6  | 0  | 0  |
| Duplas masculinas | 250 | 150 | 90 | 45 | 0              | —               | —  | —  | —  | —  |

## Chave de simples

### Cabeças de chave
| País | Jogador              | Rank1 | Cabeça |
| ---- | -------------------- | ----- | ------ |
| ESP  | Rafael Nadal         | 5     | 1      |
| ARG  | Juan Mónaco          | 12    | 2      |
| FRA  | Jérémy Chardy        | 25    | 3      |
| ESP  | Pablo Andújar        | 45    | 4      |
| ESP  | Albert Ramos         | 51    | 5      |
| ITA  | Paolo Lorenzi        | 61    | 6      |
| ESP  | Daniel Gimeno-Traver | 66    | 7      |
| ARG  | Carlos Berlocq       | 70    | 8      |

- 1 Rankings como em 28 de janeiro de 2013

### Outros participantes
Os seguintes jogadores receberam convites para a chave de simples:
- Christian Garín
- Nicolás Massú
- Rafael Nadal

Os seguintes jogadores entraram na chave de simples através do qualificatório:
- Federico Delbonis
- Dušan Lajović
- Gianluca Naso
- Diego Schwartzman

### Desistências
Antes do torneio
- Igor Andreev

Durante o torneio
- Guillaume Rufin (lesão abdominal)

## Chave de duplas

### Cabeças de chave
| País | Jogador           | País | Jogador          | Rank1 | Cabeça |
| ---- | ----------------- | ---- | ---------------- | ----- | ------ |
| ITA  | Daniele Bracciali | BRA  | Marcelo Melo     | 41    | 1      |
| CZE  | František Čermák  | CZE  | Lukáš Dlouhý     | 93    | 2      |
| GER  | Dustin Brown      | GER  | Christopher Kas  | 122   | 3      |
| AUT  | Oliver Marach     | ARG  | Horacio Zeballos | 133   | 4      |

- 1 Rankings como em 28 de janeiro de 2013

### Outros participantes
As seguintes parcerias receberam convites para a chave de duplas:
- Christian Garín /  Nicolas Jarry
- Gonzalo Lama /  Nicolás Massú

## Campeões

### Simples
- Horacio Zeballos venceu  Rafael Nadal, 6–7(2–7), 7–6(8–6), 6–4

### Duplas
- Paolo Lorenzi /  Potito Starace venceram  Juan Mónaco /  Rafael Nadal, 6–2, 6–4